# Denzel Jubitana
Denzel Jubitana, né le 6 mai 1999, est footballeur international surinamien, qui possède aussi la nationalité belge. Il évolue au poste de milieu offensif à l'Atromitos Athènes.

## Biographie
Il joue son premier match en première division belge le 18 août 2018, lors de la réception du K Saint-Trond VV. Il se met de suite en évidence en inscrivant un but, permettant ainsi à son équipe d'arracher le point du match nul.